# Teuira Henry
Teuira Henry (n. 24/27 ianuarie 1847, Tahiti, Franța de peste mări, Franța – d. 23 ianuarie 1915, Paea⁠(d), Franța de peste mări, Franța) a fost o etnoloagă, folcloristă, lingvistă, istoric și pedagogă tahitiană. Nepoată a misionarului englez John Muggridge Orsmond, ea a reconstituit manuscrisul pierdut al bunicului său referitor la istoria insulei Tahiti, folosind notele sale originale. Cea mai parte a scrierilor sale au fost publicate postum de Muzeul Bernice Pauahi Bishop sub titlul Ancient Tahiti.

## Biografie

### Tinerețea și educația
Teuira Henry s-a născut pe 24 ianuarie sau 27 ianuarie 1847, în insula Tahiti; ea a fost al patrulea copil și fiica cea mai mare a soților Isaac S. Henry și Eliza Orsmond Henry. Bunicii ei paterni au fost William Henry și Sarah Maebens Henry, în timp ce bunicii ei materni au fost John Muggridge Orsmond și Isabella Nelson Orsmond. Cei doi bunici ai ei au fost unii dintre primii misionari protestanți englezi sosiți în Tahiti. William Henry a făcut parte din primul contingent al London Missionary Society care a sosit în Tahiti cu corabia engleză Duff în anul 1797.
Crescută în Tahiti, ea a fost educată la școala misionară din Papeete, condusă de William Howe și de soția sa. A învățat acolo să vorbească fluent limbile franceză, engleză și tahitiană.

### Cariera
Studiile urmate i-au permis să lucreze ca profesoară. Teuira Henry a predat timp de douăzeci de ani limbile franceză și engleză la școala Viennot din Papeete, iar în perioada 1890-1906 a predat, de asemenea, la Royal School și la Kaahumanu School din Honolulu, Hawaii.
Bunicul matern al Teuirăi Henry, John Muggridge Orsmond, a adunat în timpul vieții sale în Tahiti (1817-1856) un număr mare de relatări orale, mituri, folclor, materiale genealogice și cunoștințe tradiționale, cum ar fi astronomia și navigația. În anul 1848 el a oferit un manuscris despre istoria insulei Tahiti lui Charles François Lavaud, un funcționar oficial francez în colonii, dar materialul a fost pierdut înainte de a putea fi publicat la Paris. Pe parcursul vieții sale, Teuira Henry a reconstruit treptat acest manuscris pierdut prin transcrierea notelor originale lăsate de bunicul ei. Ea a colectat, de asemenea, mai multe materiale similare, pe care le-a tradus și transcris, și a scris articole care au fost publicate de reviste academice precum Journal of the Polynesian Society.
Teuira Henry a murit la 23 ianuarie 1915, în comuna suburbană Paea a orașului Papeete (Tahiti), la vârsta de 67 de ani.
Manuscrisul ei a fost publicat postum în 1928 sub titlul Ancient Tahiti de către Muzeul Bernice Pauahi Bishop. Bertrand Jaunez a tradus textul în limba franceză în 1951 sub titlul Tahiti aux temps anciens. În 1995, Dennis Kawaharada a reeditat câteva dintre poveștile Teuirăi Henry, grupându-le alături de altele în volumul Voyaging chiefs of Havaiʻi.